# Балуев, Лаврентий Иосифович
Лаврентий Иосифович Балуев (1868—?) — русский военный  деятель, полковник  (1916). Герой Первой мировой войны.

## Биография
В 1890 году  после окончания духовной семинарии вступил в службу. В 1893 году после окончания Тифлисского военного училища произведён подпоручики и выпущен в Эриванский 13-й гренадерский полк. В 1897 году произведён в поручики, в 1901 году штабс-капитаны, в 1905 году в капитаны.
С 1914 года участник Первой мировой войны, ротный командир. С 1915 года подполковник, батальонный командир 13-го лейб-гренадерского Эриванского Царя Михаила Фёдоровича полка, был ранен. В 1916 году произведён в полковники.  С 1917 года командир 22-го Суворовского гренадерского полка. Высочайшим приказом от 18 сентября 1915 года за храбрость награждён Георгиевским оружием :
13-го лейб-гренадерского Эриванского Царя Михаила Фёдоровича полка, Лаврентию Балуеву за то, что в бою под д. Пржече 27-го ноября 1914 года, командуя батальоном, отбил 6 повторных атак (в том числе 2 штыковых) противника на позицию его батальона между д.д. Ольшаны и Пржече, нанеся противнику большие потери и не уступив позиции; в критический момент боя под губительным артиллерийским и ружейным огнём, за убылью офицеров, лично повёл роту резерва в штыки и этим смелым движением вперёд способствовал отбитию атаки противника, который при этом понёс значительные потери. 28-го ноября во время штыковой схватки, был ранен штыком и выбыл из строя

## Награды
- Орден Святого Станислава 3-й степени  (1900)
- Орден Святой Анны 3-й степени  (1908)
- Орден Святого Владимира 4-й степени с мечами и бантом (ВП 20.05.1915)[2]
- Орден Святой Анны 2-й степени с мечами и бантом (ВП 05.09.1915)
- Георгиевское оружие (ВП 18.09.1915)